# 洛維夏
50°57′23″N 24°49′49″E / 50.95639°N 24.83028°E
洛維夏（烏克蘭語：Ловища），是烏克蘭的村落，位於該國西部沃倫州，由科韋利區負責管轄，始建於1570年，面積0.89平方公里，海拔高度189米，2001年人口192，人口密度每平方公里215.01人。